# Cheilanthes dubia
Cheilanthes dubia là một loài thực vật có mạch trong họ Adiantaceae. Loài này được C. Hope miêu tả khoa học đầu tiên năm 1899.